# 西脇市岡之山美術館

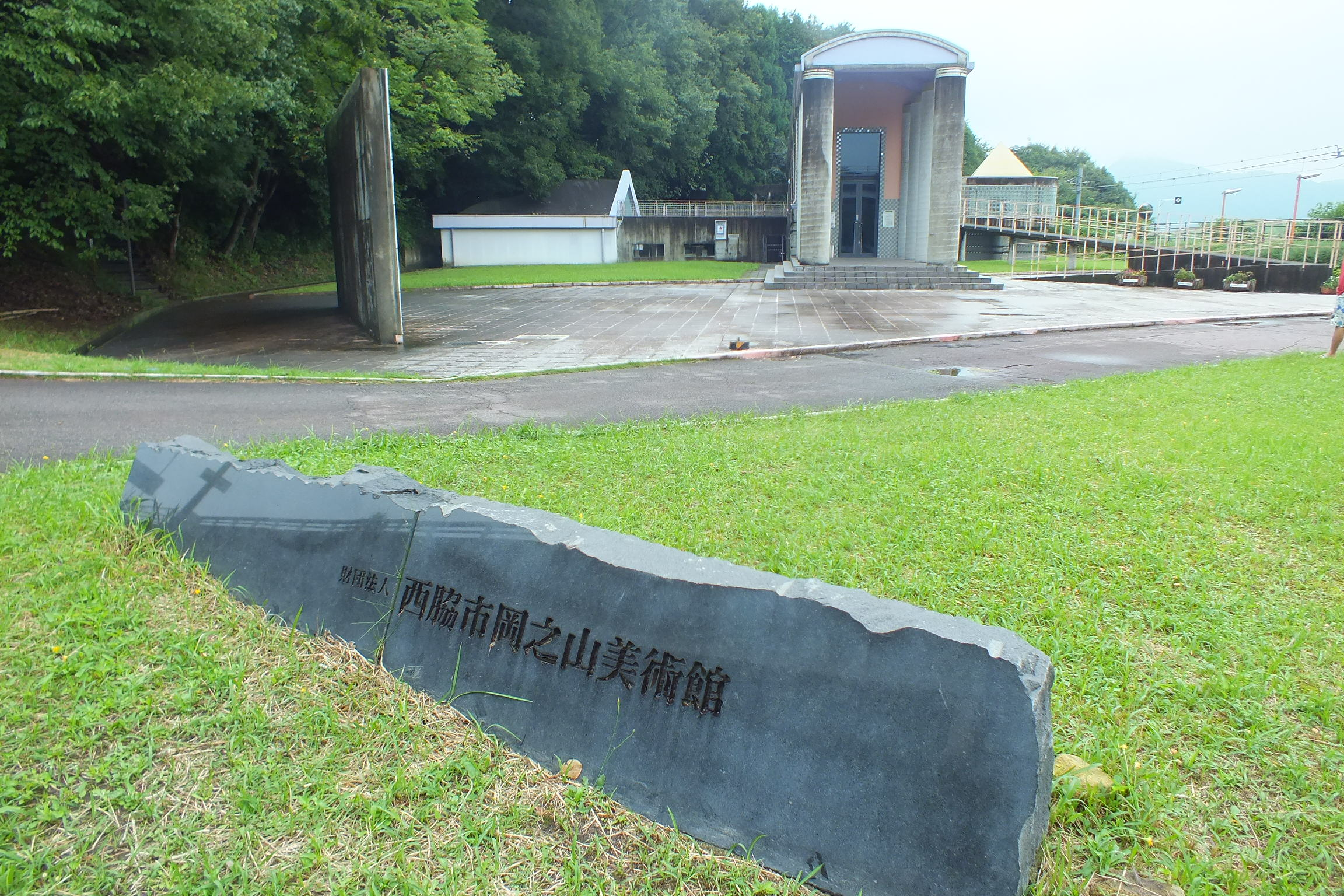
岡之山美術館全景

西脇市岡之山美術館（おかのやまびじゅつかん）は兵庫県西脇市の東経135度と北緯35度の交点にあたる「日本へそ公園」内にある美術館。西脇市出身の横尾忠則の作品を主に展示、収納する目的で1984年10月に開館。建物の設計は磯崎新。2013年以降は、現代美術の展示拠点として新スタートを切った。

## 概要
西脇市出身の芸術家の横尾忠則の作品展示と保存を目的として1984年（昭和59年）に開館した。現在は、現代美術の展示拠点としての美術館として運営されている。横尾作品の展示だけでなく、様々な催し物が行われるほか、横尾のアートグッズの販売も行われている。
建物の設計は磯崎新で、停車中の3両連結の列車車両をイメージしたユニークな外観だが、玄関はルネッサンス様式を踏襲している。ひょうごっ子ココロンカードの対象施設になっている。
ビエンナーレ方式で、全国公募展「西脇市サムホール大賞展」が開催される。

## 沿革
- 1984年10月に横尾忠則の作品展示と保存を目的として開館。当初は財団法人 西脇市岡之山美術館として運営。
- 2002年に財団法人 西脇市文化振興財団に改編、その後2005年に西脇市スポーツ振興財団、西脇市公共施設管理協会を加え財団法人 西脇市文化・スポーツ振興財団に改編。
- 2012年からは公益財団法人 西脇市文化・スポーツ振興財団に名称変更。
- 2013年からは現代美術の企画展示をする美術館として運営されている[3]。
- 2018年9月18日 - 特別展「横尾忠則　西脇幻想展」（予定：9月28日～2019年3月24日）の開幕を延期。美術館職員の遅刻が原因で横尾忠則が立腹したことによる[4]。
- 2019年1月6日-3月24日 - 延期されていた特別展「横尾忠則　西脇幻想展」が開催される[5]。

## 館内施設

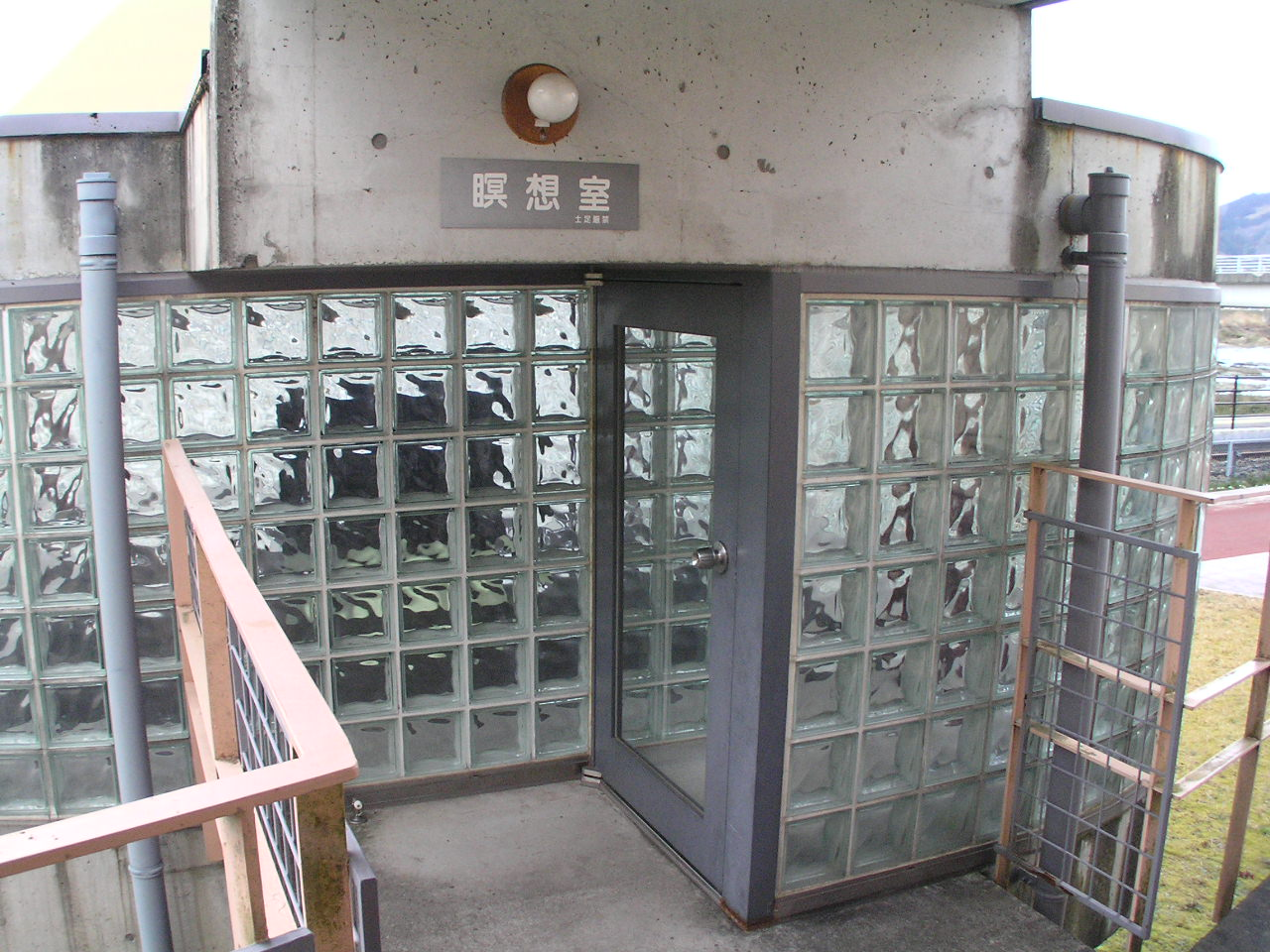
瞑想室外観

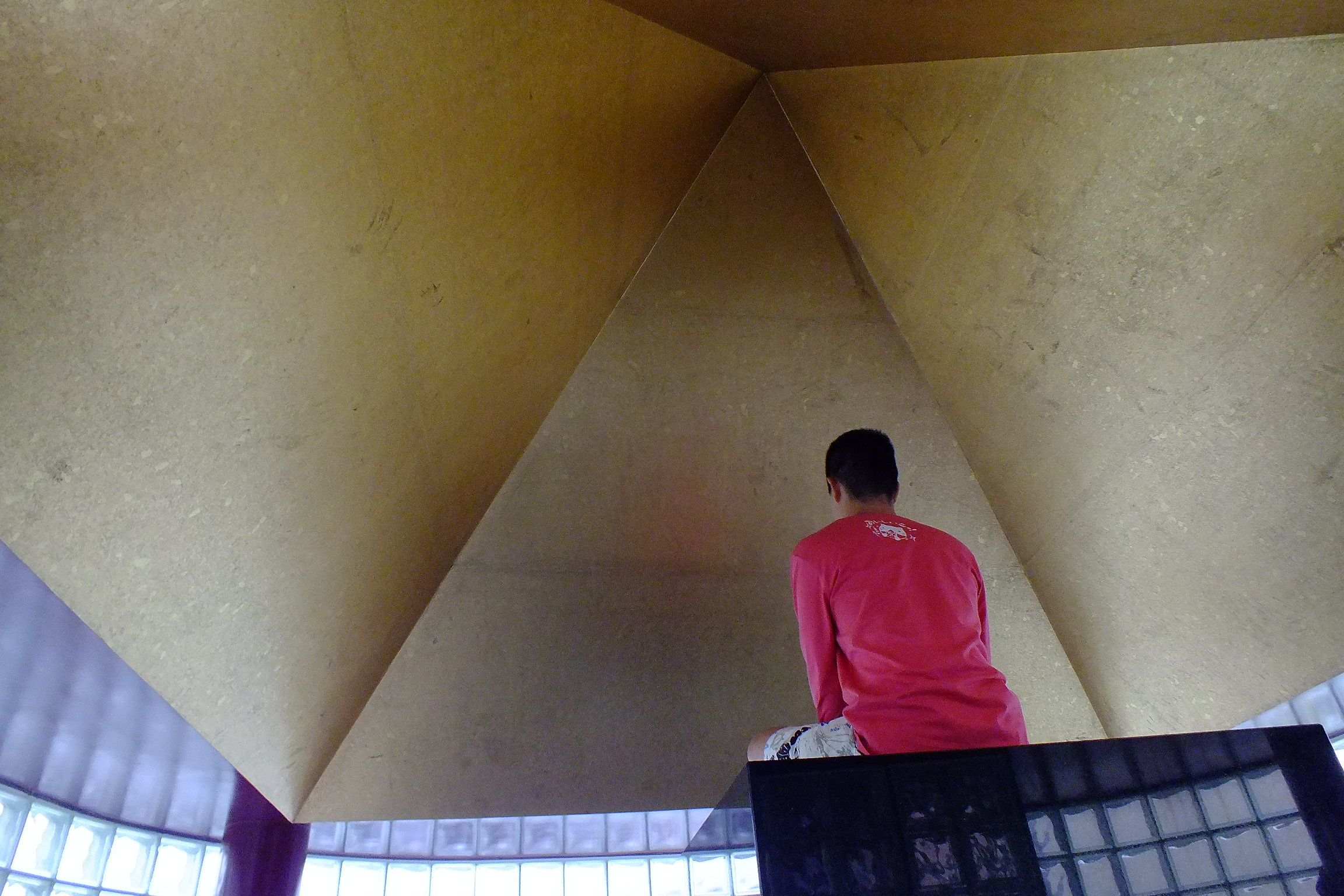
瞑想室内部。ピラミッドパワーを体感できるよう企図されている。

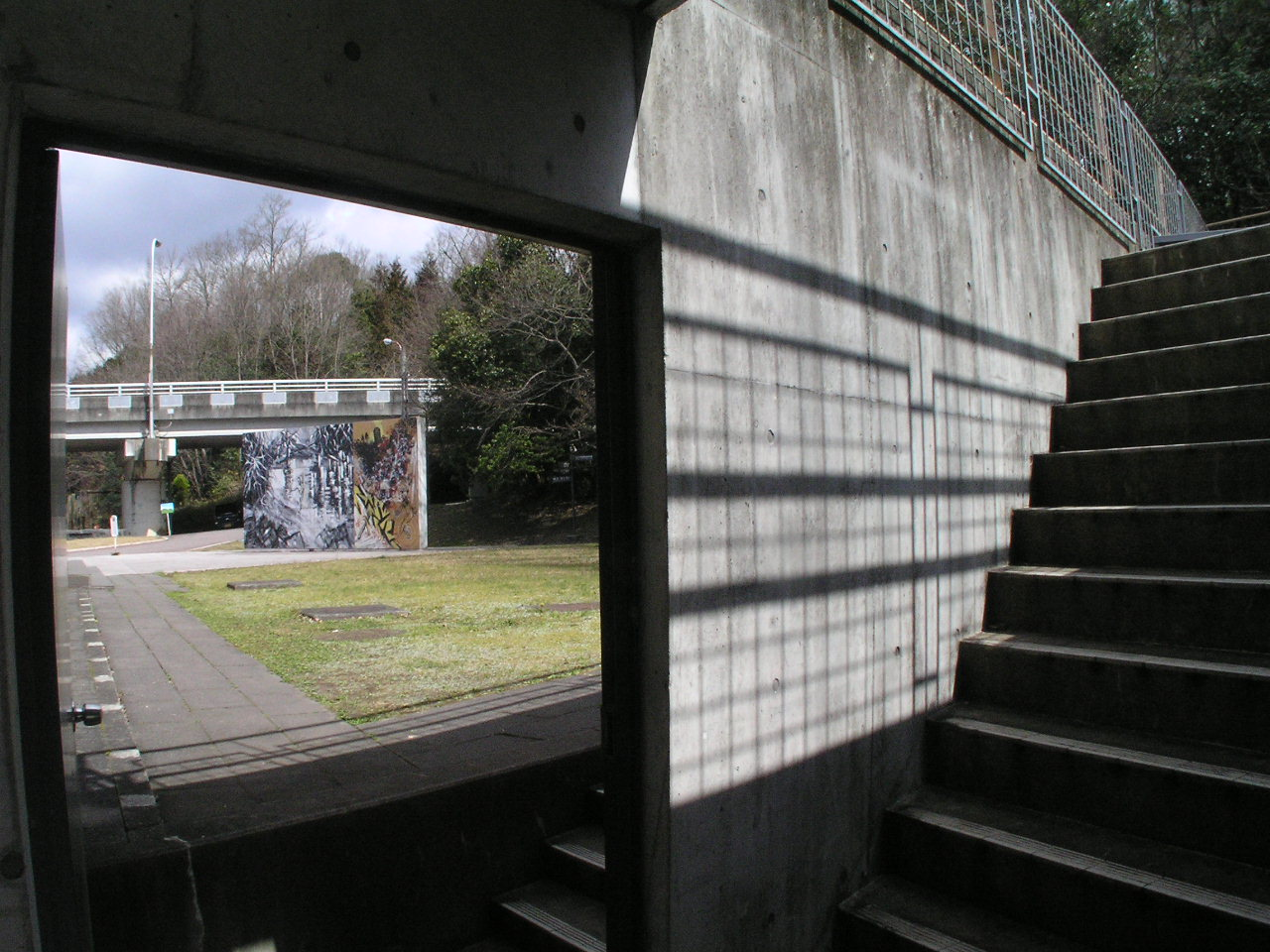
内部より玄関方面と横尾忠則陶板壁画を望む

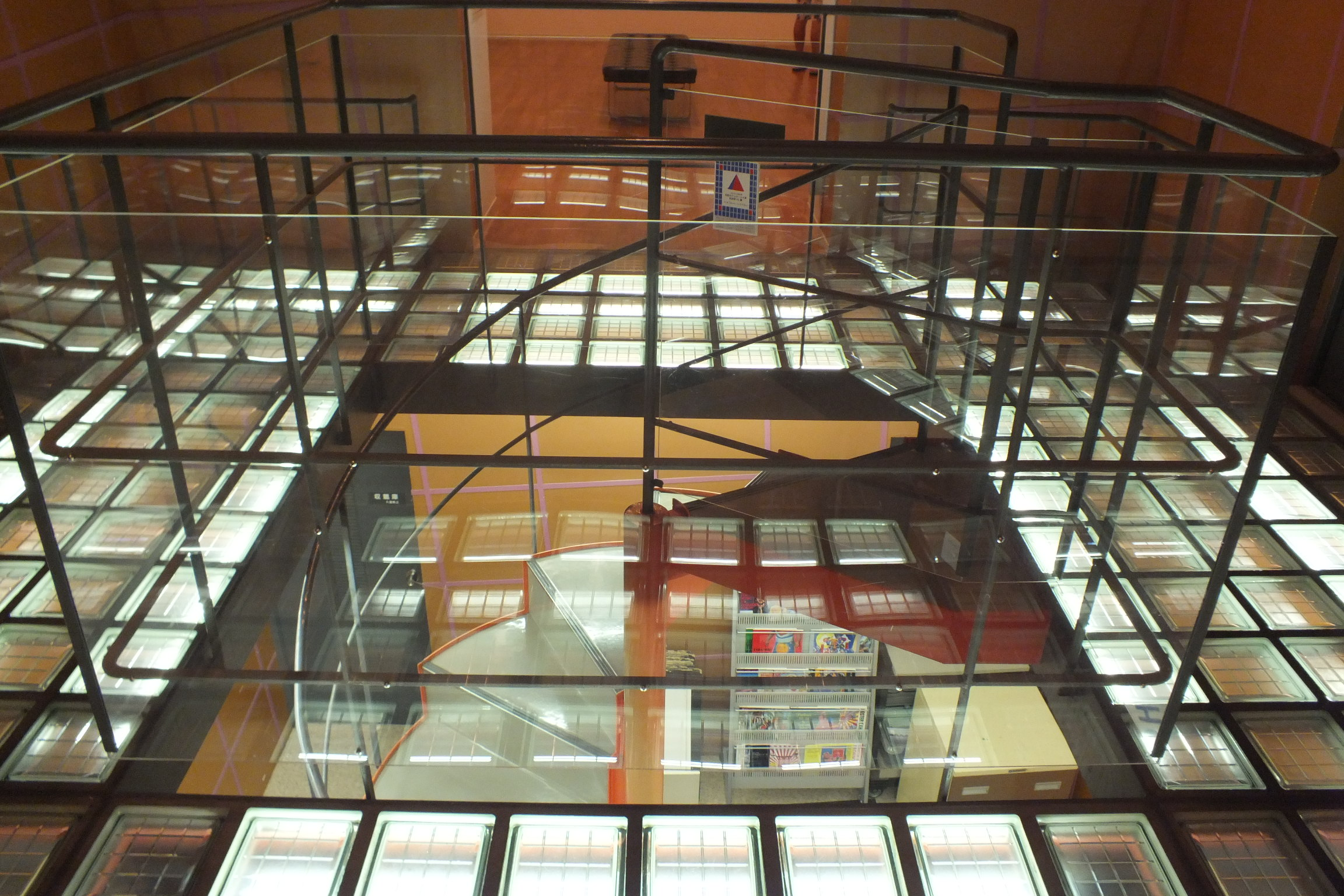
内部フロア

### エントランス
ギリシャ神殿風の円柱を採用したアーチ型の屋根。屋外には横尾忠則陶板壁画 （タイトル：Lisa Lyon in Nishiwaki, April.18.1984）が展示される。

### 本館
1階にはプロジェクションルーム、ミーティングルーム、倉庫があり、2階にはギャラリーが設置される。1階と2階は金属製のらせん階段により接続されている。

### ギャラリー
現代美術作品を中心に展示される。

### メディテーションルーム
横尾も強く興味を持っている瞑想ができる部屋。金色の天井でピラミッド型となっており、かつてブームになったピラミッドパワーを感じることのできる設計となっている。本館と接続されているが現在は外からしか入れない。

### アトリエ
地域の作家の作品を展示紹介する建物。アトリエシリーズ、ワークショップ等が開催される。本館とアトリエの間には中庭がある。

### ミーティングルーム
美術講座、実習等に利用される。

## 所在地
- 〒677-0039　兵庫県西脇市上比延町345-1

## 建物概要
- 設計 - 磯崎新
- 竣工 - 1984年（昭和59年）
- 敷地面積 - 2,280m2
- 延床面積 - 387.96m2
- 施工 - 大林組

## 交通アクセス
- JR加古川線 日本へそ公園駅下車すぐ。

## 周辺
- 日本へそ公園
  - 宇宙っ子ランド
- にしわき経緯度地球科学館